# تايلر ويد
تايلر ويد (بالإنجليزية: Tyler Wade)‏ هو لاعب كرة قاعدة أمريكي، ولد في 23 نوفمبر 1994 في مورريتا في الولايات المتحدة.

## وصلات خارجية
- تايلر ويد على موقع دوري كرة القاعدة الرئيسي (الإنجليزية)
- تايلر ويد على موقعبيزبول رفرنس.كوم (الدوري الرئيسي) (الإنجليزية)
- تايلر ويد على موقعبيزبول رفرنس.كوم (الدوري الثانوي) (الإنجليزية)
- تايلر ويد على موقع إي إس بي إن.كوم (أم.أل.بي) (الإنجليزية)
- تايلر ويد على موقع مشجعي الرسوم البيانية (الإنجليزية)